# Háj u Duchcova
Háj u Duchcova é uma comuna checa localizada na região de Ústí nad Labem, distrito de Teplice.